# Jean-Jacques Lequeu
Jean-Jacques Lequeu, né le 14 septembre 1757 à Rouen et mort le 28 mars 1826 à Paris, est un architecte et dessinateur français.
Son œuvre est regardée par les historiens modernes comme énigmatique, et en tous les cas, très singulière.

## Biographie

### Formation
Fils de Jean Jacques François Lequeu, maître menuisier originaire de Rouen, et de Marie Thérèse Le Gentil, Jean-Jacques Lequeu est né le 14 septembre 1757 dans la paroisse Saint-Nicolas. Son père est également un excellent dessinateur, dont on possède quelques exemples (« Motifs pour cheminées », 1749, BNF).
Il est formé à l'art du dessin dans l'école gratuite fondée par Jean-Baptiste Descamps, où il entre vers 1770. Il y remporte un premier prix en 1772, puis un accessit d'après nature en 1773. L'année suivante, il accède à la classe supérieure consacrée à l'architecture. Cette classe est assurée conjointement avec l'architecte Jean-Baptiste Le Brument, ancien élève de Descamps. Lequeu reporte ensuite deux prix de l'académie des sciences, belles-lettres et arts de Rouen en 1776 et juillet 1778, entre autres pour un projet de Monument à la gloire de Louis XVI, puis une bourse qui lui permet de partir à Paris. Il se dit « architecte de l'académie royale des sciences, belles-lettres et arts de Rouen ».
Parallèlement, Lequeu travaille comme dessinateur dans l'agence de Le Brument jusqu'en 1778, sur des bâtiments rouennais, entre autres sur l'église de la Madeleine, chef-d'œuvre de Le Brument.

### Une première carrière parisienne avant la Révolution

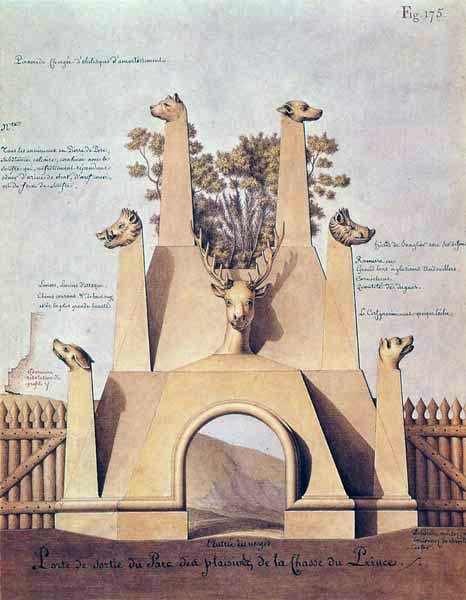
Porte de sortie du parc des plaisirs, de la chasse du prince, Paris, BnF. Un « projet fantasque » de Lequeu.

Descamps écrit à l'oncle de Lequeu, l'abbé Le Gentil, pour trouver une aide financière à son jeune élève, désireux de partir pour Paris. Le Brument recommande Lequeu à Jacques-Germain Soufflot, dont il avait été l'élève. Lequeu est donc reçu, le 18 mai 1779, comme élève de Jacques-Germain Soufflot, et inscrit à l'Académie royale d'architecture. Il est également employé comme surnuméraire au bureau des bâtiments de l’église Sainte-Geneviève, dont les travaux sont gérés par l’agence de Jacques-Germain Soufflot.
Soufflot meurt en mai 1780. Lequeu va peu à peu perdre ses soutiens, dont la pension octroyée par son oncle. Il disparaît des registres de l'Académie en 1781, en dépit de nombreuses recommandations délivrées par Descamps auprès d'un réseau d'artistes connus sur la place de Paris et originaires de Rouen. Il ne poursuit pas ses études et continue alors sa carrière au service de François Soufflot le Romain, le cousin de Soufflot, qui avait été remplacé au poste de superviseur sur le chantier de Sainte-Geneviève par Maximilien Brébion. Pour François Soufflot, qui reste inspecteur-dessinateur du futur Panthéon, Lequeu va exécuter de nombreux travaux. Il ne quitte Paris que pour quelques rares voyages à Rouen. Un « voyage en Italie », en compagnie d'un autre filleul de son oncle, le comte de Bouville, est plusieurs fois mentionné par Lequeu, mais on en trouve aucune trace ; Lequeu prétend également avoir été le professeur en dessin du comte.
Avant la Révolution française, il travaille donc essentiellement pour François Soufflot : on compte des dessins pour l'école vétérinaire de Charenton, la restauration et l'agrandissement du château de Montgermont, près Fontainebleau, des travaux sur l'église de Saint-Martin-des-Champs, sur le collège des Bernardins. Il est particulièrement actif sur la plupart des esquisses du futur hôtel de Montholon (1785) en s'inspirant de Samson-Nicolas Lenoir, car Nicolas de Montholon, le commanditaire, était le premier président su parlement de Rouen. Il dessine aussi un pavillon chinois pour le secrétaire d’État Henri Bertin pour son domaine situé à Chatou. Vers la fin des années 1780, il semble s'être disputé avec Soufflot le Romain. Vers cette même époque, il commence à composer une suite de planches intitulée Dessin[s] qui représente[nt] avec des figures, par quelle[s] teintes, et comment on doit laver les plans, élévations et profils des corps opaques, qui deviendra son œuvre principale, L'Architecture civile. Il s'attelle à un autre manuscrit, la Nouvelle méthode de dessin pour tracer la tête de l'homme au moyen de la géométrie descriptive. 
Mais Brébion, puis François Soufflot, meurent à leur tour (on perd leur trace après 1791), et Lequeu perd tout espoir de retrouver un emploi sur le chantier du Panthéon, alors que les troubles agitent la capitale. En septembre 1786, il avait été reçu par l'Académie des sciences, belles-lettres et arts de Rouen comme adjoint-associé, mais Lequeu ambitionnait un poste d'enseignant auprès de Descamps ; il ne l'eut point. En mai-juin 1788, il presse le comte d'Angiviller, directeur des Bâtiments du roi, pour un poste, accompagnant ses lettres de différents mémoires et sans doute de dessins ; en vain. En 1789, Lequeu rédige un Précis méthodique pour apprendre à graver le lavis à l'eau-forte, espérant trouver dans la gravure, de nouveaux débouchés.

### Un modeste employé de bureau

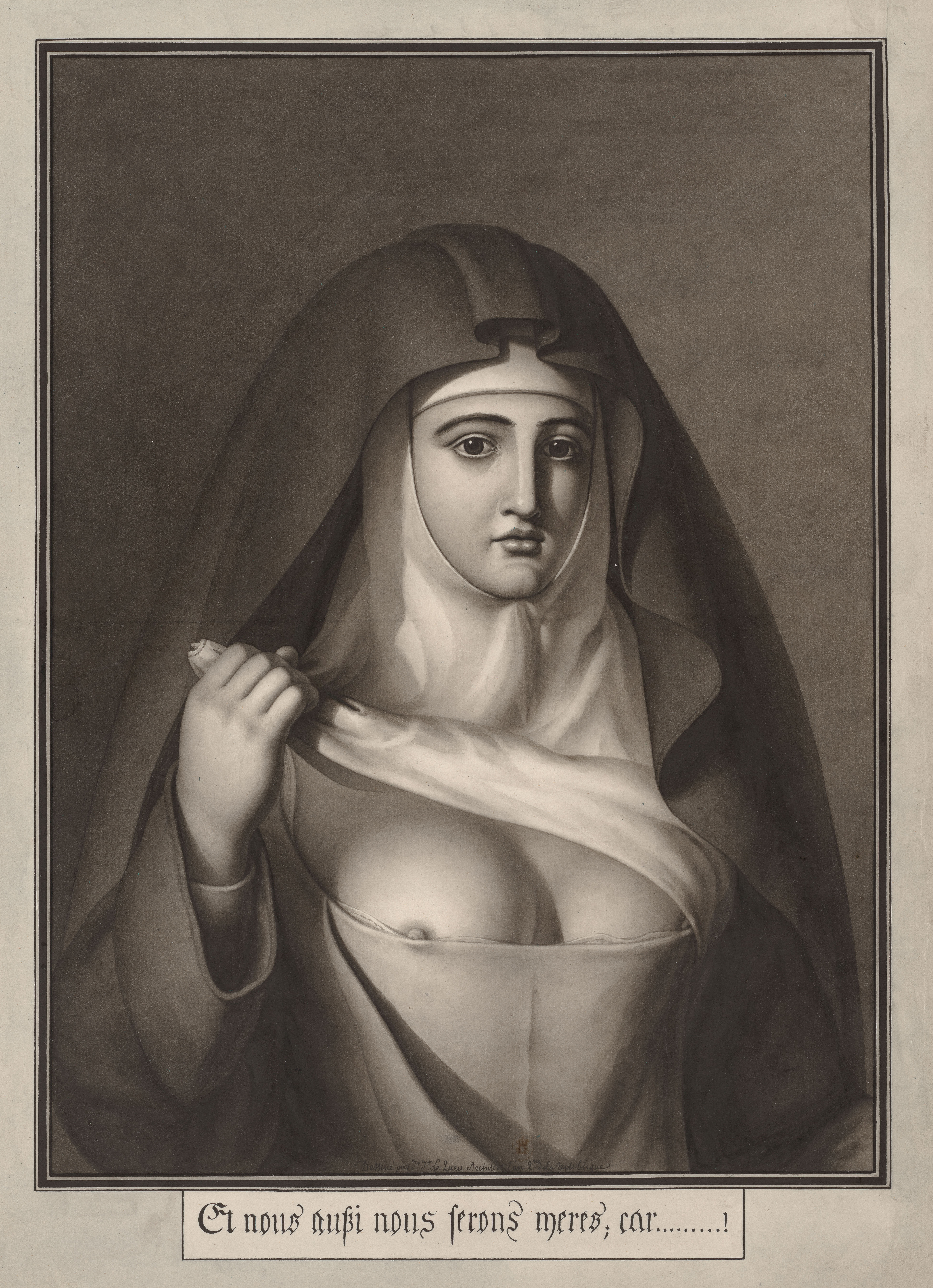
Et nous aussi nous serons mères, car…! (1794), Paris, BnF.

La disparition de la commande aristocratique qu'entraîne la Révolution prive Lequeu de la carrière qu'il imaginait, mais en même temps, lui ouvre de nouvelles perspectives, étant donné l'abolition des privilèges. En 1790, il est employé comme chef d'un atelier public du faubourg Saint-Antoine. Il dessine notamment les gradins de la fête du Pacte fédératif du 14 juillet. Les ateliers étant supprimés, il entre en 1793, comme dessinateur au bureau du Cadastre, rattaché au ministère de l’Intérieur, nouvellement créé. Cette année-là, Lequeu sauve de la profanation la sépulture de son maître, Soufflot. C'est sous la Révolution qu'il produit ses étranges portraits, dont le plus connu est celui de la religieuse dévoilant ses seins et légendé ainsi : « Et nous aussi nous serons mères, car… ! ». Le 23 octobre 1794, il est reçu membre de la Société républicaine des arts, au Museum, salle du Lacoon.
Il va travailler, d'abord sous les ordres de l'ingénieur Gaspard de Prony, au bureau des bâtiments civils du ministère de l’Intérieur jusqu'à sa retraite, en 1815, et s'occuper de travaux publics liés à la ville de Paris. Il commence comme employé aux plans et cartes et son traitement annuel sera d'un peu moins de 2 000 francs, ce dont Lequeu se plaindra. Prony lui délivre un certificat de bonne conduite pour avoir travaillé au bureau de l'École polytechnique de décembre 1793 à décembre 1801, où il est attaché à l'enseignement du dessin, fournissant des compositions de mécanique. En 1804, il change d'affectation, et devient dessinateur pour le bureau des archives du ministère de l'Intérieur. En 1808, on le retrouve au secrétariat général de l'Intérieur, etc., il est transféré de service en service sans jamais être augmenté ou promu, et il est finalement mis à la retraite anticipée, à 58 ans, pour motifs de restrictions budgétaires, le 12 août 1815, avec comme traitement annuel, 668 francs.
En juillet 1825, il donne près de 800 dessins, et des manuscrits à la Bibliothèque royale : le fonds en a été quelque peu recomposé, la logique en a été bousculée par les conservateurs de l'époque.
Il meurt, célibataire, à Paris, au 33 rue Saint-Sauveur, le 28 mars 1826. Il est inhumé au cimetière du Père-Lachaise dans une concession à perpétuité non localisée.
Son testament signalait 234 ouvrages d'architecture, et surtout, sept ou huit mélodrames de sa composition, qui n'ont pas été retrouvés.

## Une redécouverte tardive
Bien qu’il ait participé à la construction de quelques édifices et que quelques-uns de ses dessins aient été reproduits dans les recueils gravés de Jean-Charles Krafft, son nom est passé aux oubliettes de l’histoire pendant près d’un siècle. Peu de choses sont connues de sa vie.
On suppose — et rien ne permet de l'affirmer avec certitude — que les dessins de Lequeu passèrent inaperçus du vivant de leur auteur, bien qu'il ait été signalé par le Allgemeines Künstlerlexikon (1821), comme « architecte parisien ». L'historiographie de Lequeu est relativement récente et a donné lieu, ces cinquante dernières années, à d'intenses recherches et réflexions.
Le fonds Lequeu déposé à la Bibliothèque nationale en 1825 est d'abord cité, très sommairement, par Henri Bouchot, en 1895, lorsque celui-ci compose un guide destiné aux lecteurs du Départements des estampes. En 1897, François Benoit le repère, dans son essai L’art français sous la Révolution et l’Empire, parmi les architectes de cette période et le juge « le plus curieux de tous ». En 1933, l'historien viennois Emil Kaufmann (en) mentionne son travail dans son premier livre important, Von Ledoux bis Le Corbusier, en concluant : « une œuvre très intéressante qui ouvre de nouveaux espaces à l’histoire de l’art… Déjà 150 ans avant l’architecture moderne le programme de la Sachlichkeit apparaissait. ». Ce premier essai conduira Kaufmann à son fameux article publié en 1952, Three Revolutionary Architects, Boullee, Ledoux, And Lequeu. Ainsi, Kaufmann reconnaît Lequeu pour sa position spécifique dans l'émergence de l'architecture néoclassique et l'assimile à deux architectes, Étienne-Louis Boullée et Ledoux, dont la recherche d’une nouvelle architecture est comparable à celle des avant-gardes modernes. En 1949, l'historienne de l'art britannique Helen Rosenau (de) contribua à cette comparaison de Lequeu avec Boullée et Ledoux, établissant un certain nombre de convergences. En 1950, deux ans avant l'essai de Kaufmann, elle fait part de la découverte des portraits et des « figures lascives » de Lequeu. Dans un court texte, elle propose des comparaisons possibles avec Johann Heinrich Füssli ou Denis Diderot et indique qu’il faut peut-être considérer Lequeu comme un écrivain, autant que comme un architecte et un artiste. Au même moment, Louis Hautecœur, dans sa vaste Histoire de l’architecture classique en France, rattache Lequeu au « romantisme, épris des civilisations passées et lointaines », comme Boullée, Bernard Poyet ou Louis-Jean Desprez, jugeant qu’il annonce « l’éclectisme du XIXe siècle » et voit même en Lequeu « l’un des fossoyeurs de la grande tradition classique, ». Dans les années 1960, Jacques Guillerme, inaugure une série d’études relevant de l’anachronisme, qualifiant l'œuvre de « source pure du mauvais goût architectural de la seconde moitié du XIXe siècle. ». À partir de 1974, l'architecte et historien de l'architecture Philippe Duboÿ entreprend une thèse sur Lequeu, d'abord sous la direction de Manfredo Tafuri, avec l'aide entre autres de Jean Adhémar, puis sous la direction de Hubert Damisch, qui devait aboutir à la publication d'un essai en Grande-Bretagne, Lequeu: An Architectural Enigma (Thames & Hudson, 1986), puis aux États-Unis (MIT Press, 1987), en enfin en France (Hazan, 1987).
Dès 1987, le théoricien et historien de l'architecture Joseph Rykwert, dans une recension du livre de Duboÿ, souligne le caractère très problématique de la démarche de ce dernier, consistant à entremêler les faits, les jeux de mots, les rapprochements incongrus et les conjectures les plus invérifiables. 
La vie de Jean-Jacques Lequeu est mieux connue depuis les enquêtes archivistiques complètes réalisées d'abord par Elisa Boeri, dans le cadre de sa thèse de doctorat, puis à l'occasion de l'exposition consacrée à l'architecte en 2018-2019 au Petit Palais. Selon cette chercheuse, « les hypothèses selon lesquelles Marcel Duchamp aurait contribué à une éventuelle manipulation de legs de Lequeu à la Bibliothèque nationale apparaissent aujourd'hui comme chimériques », mais, cependant, rien ne prouve que Duchamp n'ait pas eu accès à ce fonds de dessins. L'historien de l'art américain James Elkins estimait dès 1999, qu'il est impossible de prouver que Duchamp ait commis ce genre de manipulation, et reconnaît au travail de Duboÿ, qui consiste à mettre en relation certains dessins de Lequeu avec le corpus duchampien — les deux étant énigmatiques —, un charme incontestable.
L'équipe dont les travaux ont donné lieu à la présentation au Petit Palais à Paris de la première exposition monographique consacrée à Lequeu adopte une approche sensiblement différente en s'attachant au contraire à inscrire cet architecte artiste dans son époque et à comprendre sa singularité comme l'expression exacerbée d'une période marquée par de profonds contrastes et d'importants bouleversements sociaux, politiques et artistiques.
Pour le journaliste et romancier Marc Lambron, qui rend compte de l'exposition dans l'hebdomadaire Le Point, « le visionnaire Lequeu paraît dessiner le chaînon manquant entre les vertiges de Piranèse et Les Cités obscures de Schuiten et Peeters. »
Au cours du symposium organisé au Petit Palais au début de l'exposition, Marc Décimo a contesté l'hypothèse selon laquelle Lequeu serait un « fou littéraire », soulignant plutôt la parenté de sa démarche avec des auteurs qui jouent sur la langue et le sens par jeu ou par provocation.

## Œuvre
Jean-Jacques Lequeu signait ses compositions « J L Q », « J. J. Le Queu » ou « Jn-Jques Lequeu ». Certaines sont datées. Il faisait suivre sa signature d’abréviations définissant ses qualités : « Ieur » pour ingénieur, « Arch. délin. » pour architecte dessinateur.
À part deux folies aux environs de sa ville natale, aucun de ses projets n'a été construit. Tout le reste de son œuvre architecturale consiste en près de 800 dessins. Ce fonds comprend des bâtiments imaginaires, parfois fantastiques, enrichis de symboles et accompagnés de commentaires et de textes narratifs, ainsi que des portraits et autres figures. 
La plupart des projets architecturaux sont regroupés dans un recueil de planches numérotées et de mêmes formats : l'Architecture civile. Un autre recueil s'intitule Nouvelle méthode appliquée aux principes élémentaires du dessin, tendant à perfectionner graphiquement le tracé de la tête de l'homme au moyen de diverses figures géométrique.
Il a laissé quelques autoportraits et des figures, ainsi que des compositions érotiques, parfois inspirées de l'antique (« priapées »). La Bibliothèque nationale conserve 29 dessins intitulés Figures lascives et obscènes, regroupés après 1975 sous cette forme.  

Projets architecturaux de Jean-Jacques Lequeu
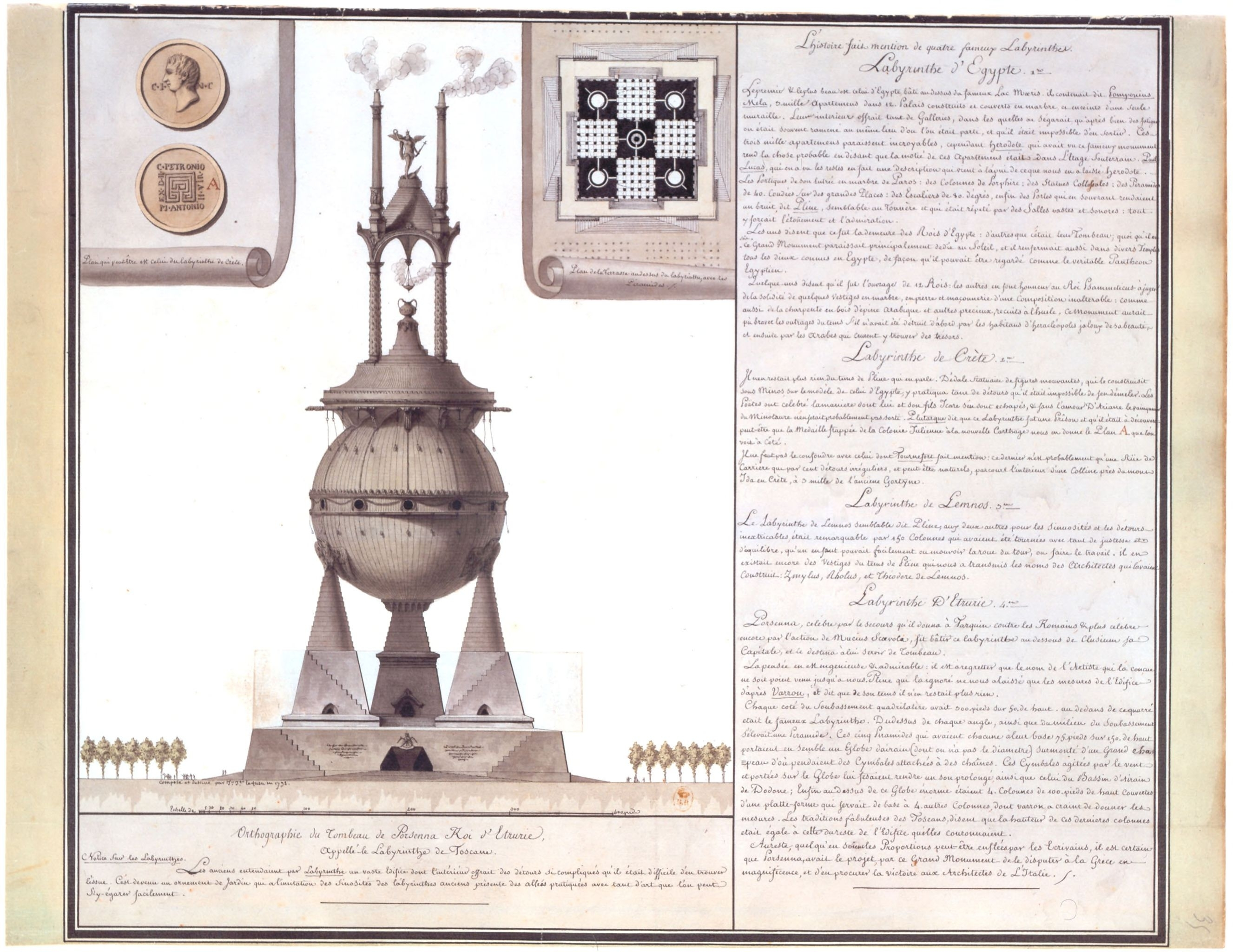
Orthographie du tombeau de Porsenna roi d'Etrurie, appellé le labyrinthe de Toscane (1792)[29].
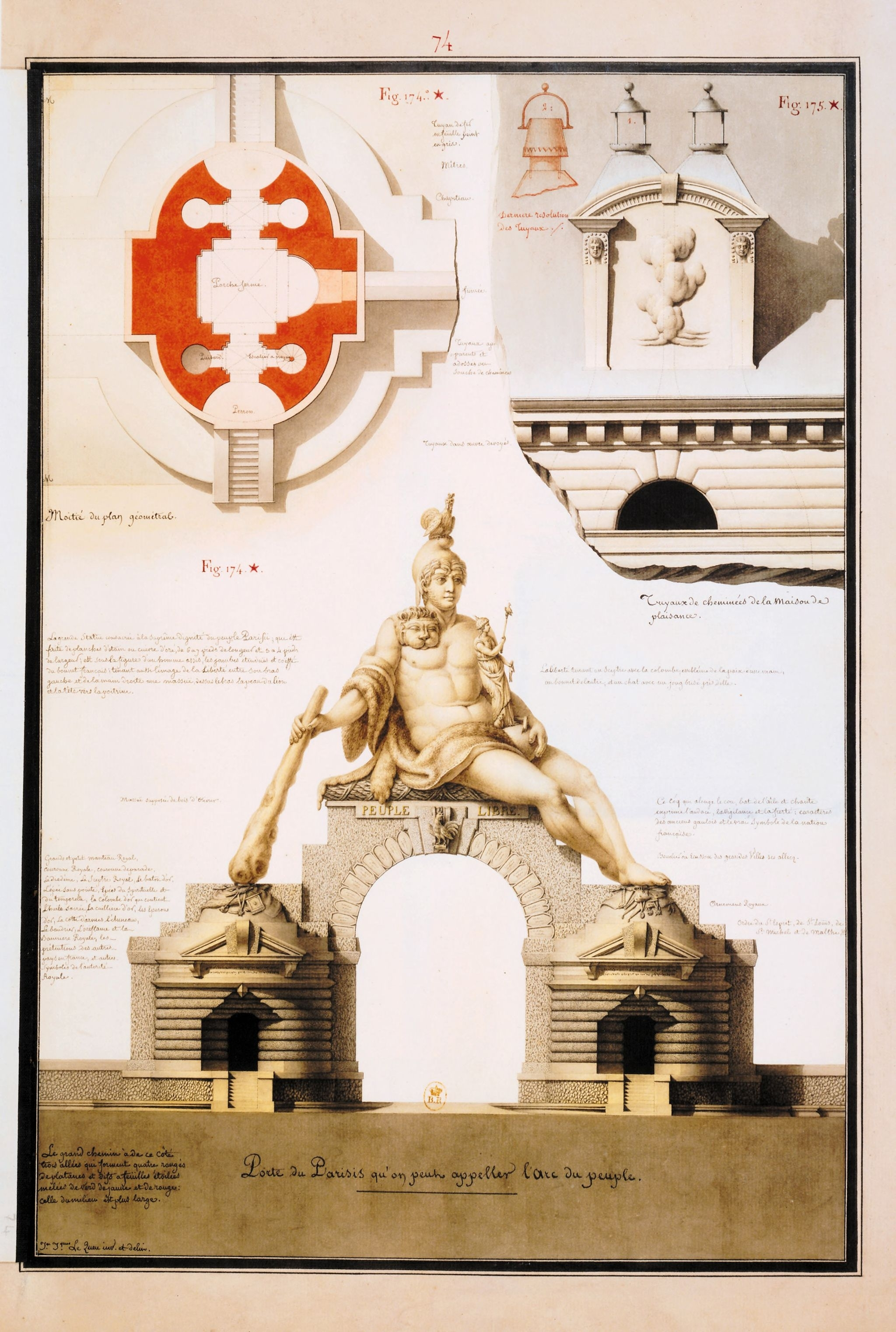
La Porte du Parisis et tuyaux de cheminées (1794).
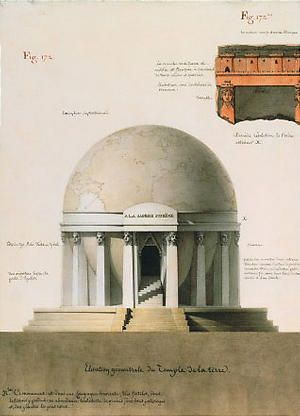
Élévation géométrale du temple de la Terre (1794).
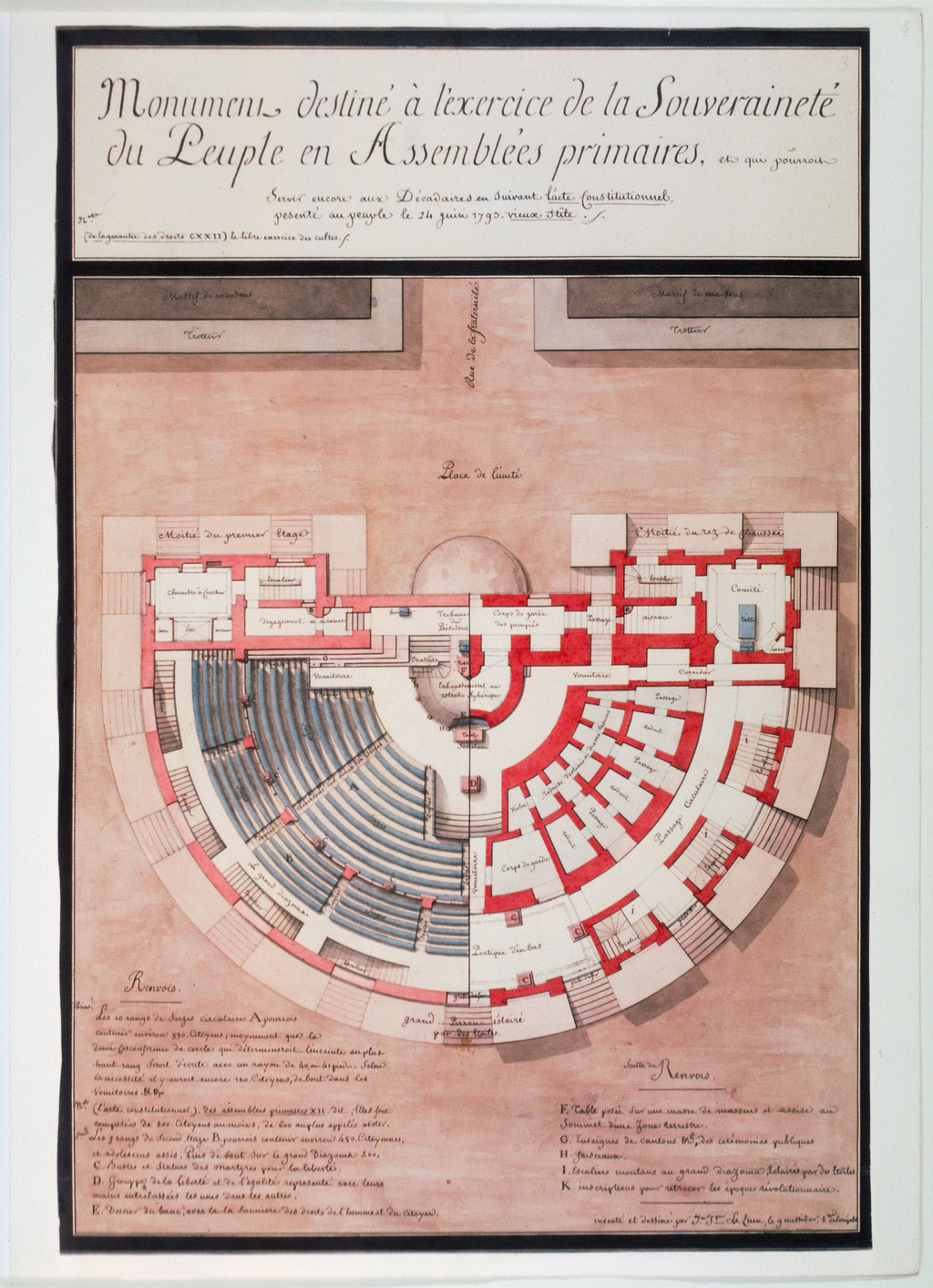
Monument destiné à l'exercice de la souveraineté du peuple en Assemblées primaires (1794).
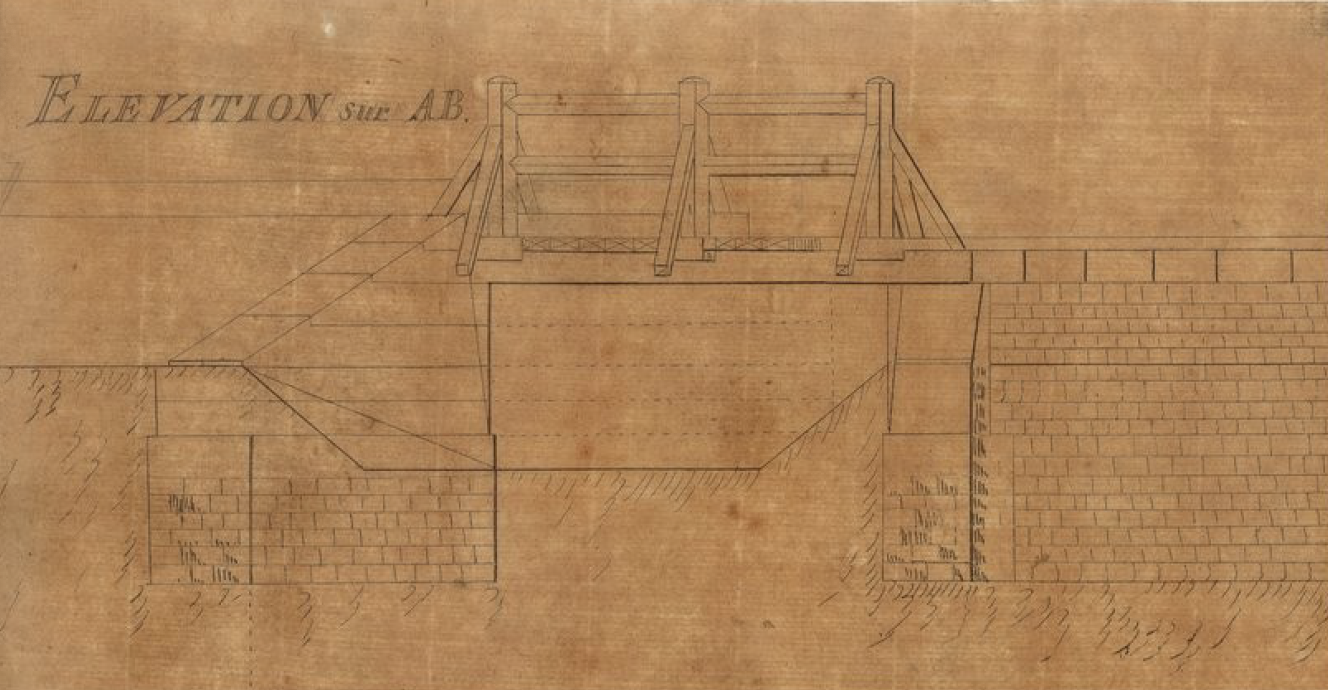
Dessin d'un ponceau, par Lequeu, école polytechnique, Paris, avant 1802

Dessins de Jean-Jacques Lequeu
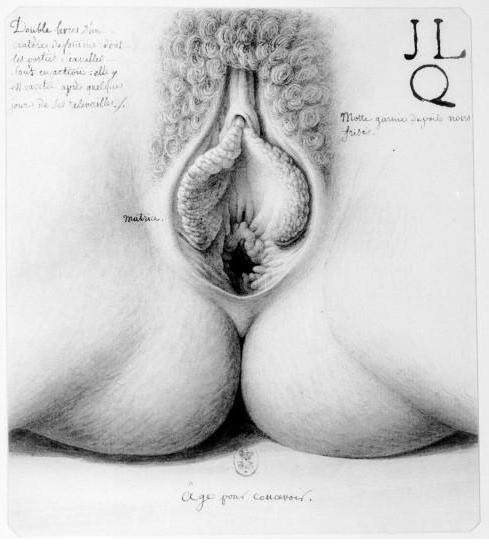
Âge pour concevoir (entre 1779 et 1795), Paris, BnF.
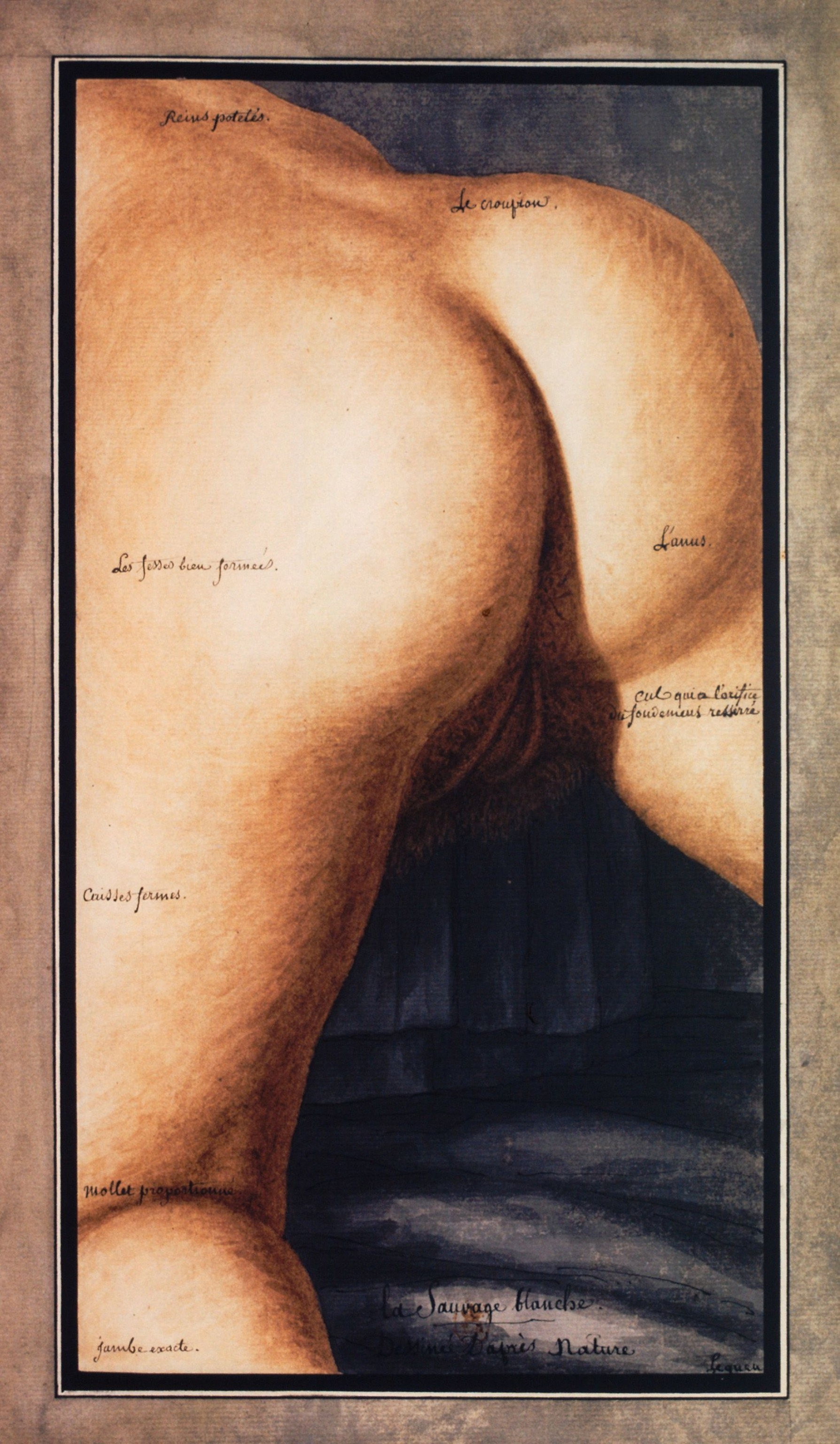
La Sauvage blanche. Dessinée d'après nature (entre 1779 et 1795).
Études de l'œil (1798).
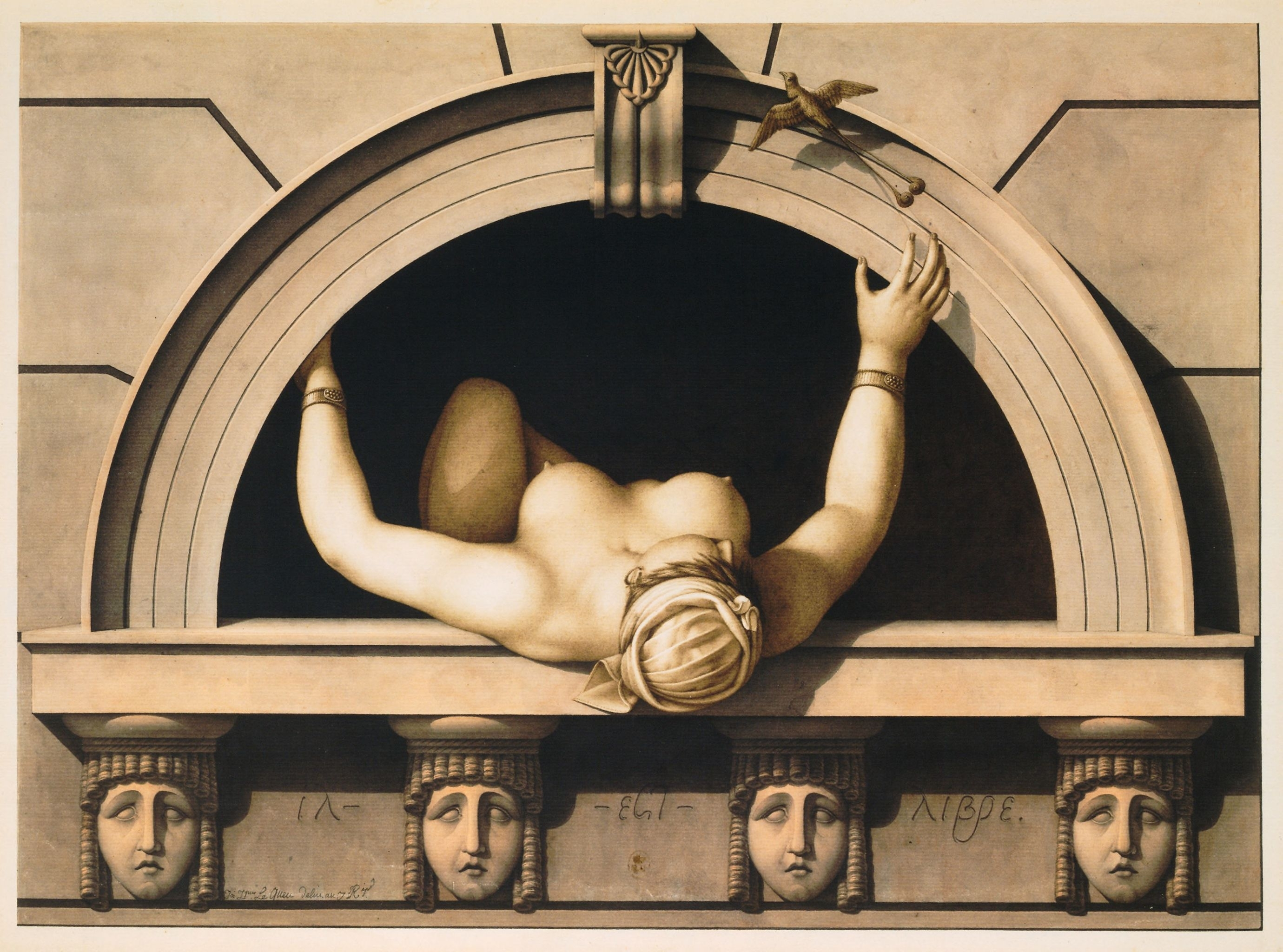
Il est libre (vers 1798-1799).
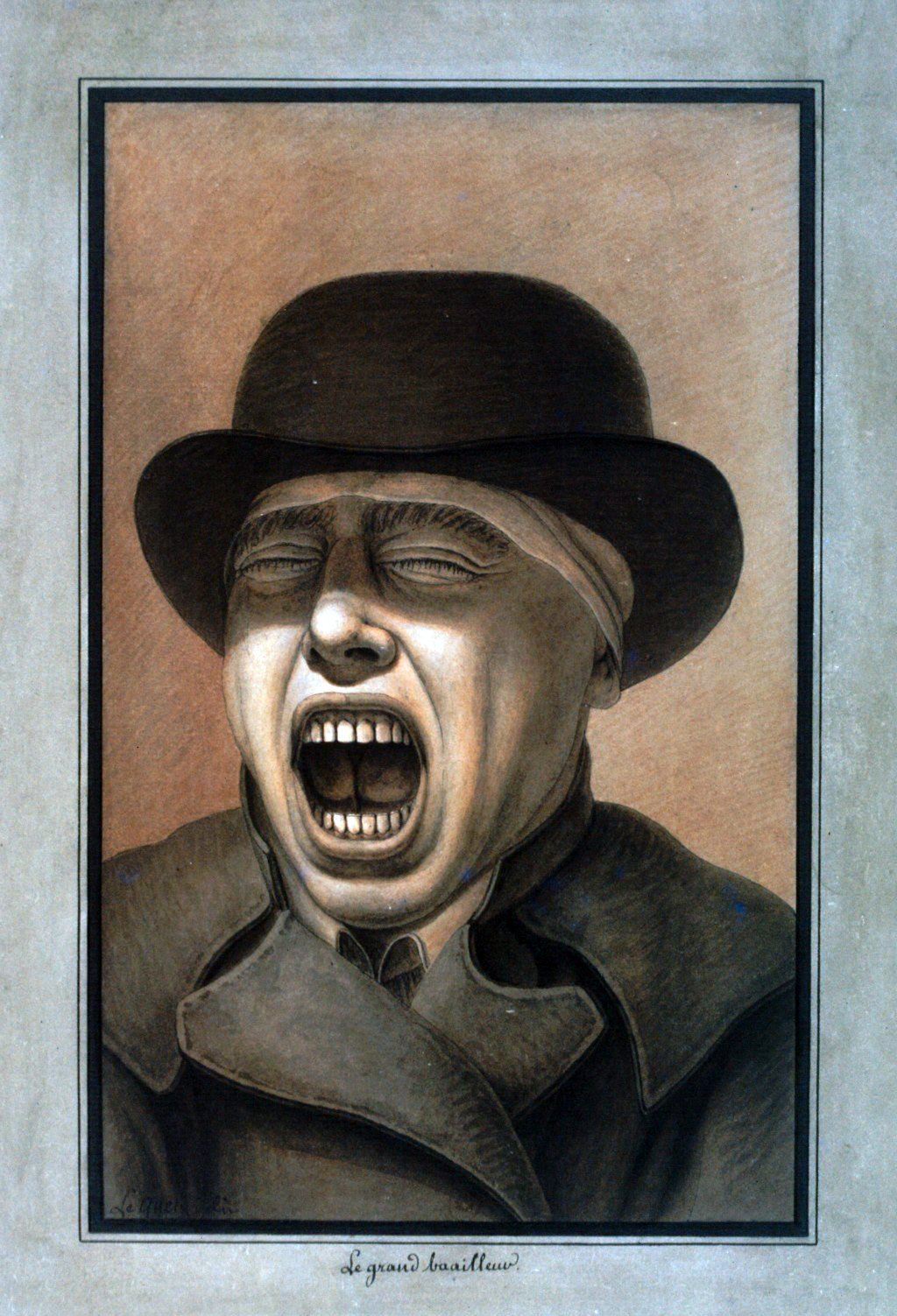
Le Grand Baailleur (avant 1825).

## Expositions
- « Les architectes visionnaires de la fin du XVIIIe siècle », curation : Jean-Claude Lemagny, Paris, Bibliothèque nationale / Genève, Musée d'art et d'histoire, du 13 novembre 1965 au 30 janvier 1966.
- « Jean-Jacques Lequeu, bâtisseur de fantasmes », Paris, Petit Palais, du 11 décembre 2018 au 31 mars 2019, commissaires scientifiques Laurent Baridon, Jean-Philippe Garric et Martial Guédron ; catalogue — exposition reprise à la Morgan Library and Museum (New York), Jean-Jacques Lequeu: Visionary Architect. Drawings from the Bibliothèque nationale de France, 31 janvier 2020[30].